# Bailliage de Nyon
1536–1798
Entités précédentes :
- Seigneurie de Nyon

Entités suivantes :
- Bailliage de Bonmont
- District de Nyon

Le bailliage de Nyon, est un des bailliages bernois dans le Pays de Vaud. Il est créé en 1536. Le bailliage compte treize cours de justice. En 1798, les bailliages de Nyon et de Bonmont forment le nouveau district de Nyon au sein du canton du Léman.

## Histoire
En 1711, le gouvernement de Bonmont, qui dépend du bailliage de Nyon, en est détaché et devient le bailliage de Bonmont.

## Baillis
Les baillis sont les suivants :
- 1539-1544 : Hans Steiger[1] ;
- 1544 : Nilaus Zurkinden[2] ;
- 1564 : Sebastian Darm[3] ;
- 1572-1578 : Marquard Zehender[4] ;
- 1597-1603 : Glado Weyermann[5] ;
- 1619-1625 : Franz Güder[6] ;
- 1673 : Johann Karl von Büren[7] ;
- 1697-1703 : Albrecht von Mülinen[8] ;
- 1704-1711 : Niklaus von Diesbach[9] ;
- 1727-1730 : Beat Jakob May[10] ;
- 1772-1778 : Emmanuel Nicolas Willading[11] ;
- 1784-1786 : Gottlieb Emanuel von Haller[12] ;
- 1787-1973 : Charles-Victor de Bonstetten ;

Le bailli est secondé par un lieutenant baillival. Un secrétaire baillival est à son service. Adam Desvignes est secrétaire baillival jusqu'en 1758.